# Euphorbia alata
Euphorbia alata är en törelväxtart som beskrevs av William Jackson Hooker. Euphorbia alata ingår i släktet törlar, och familjen törelväxter.
Artens utbredningsområde är Jamaica. Inga underarter finns listade i Catalogue of Life.